# 諾伊曼線

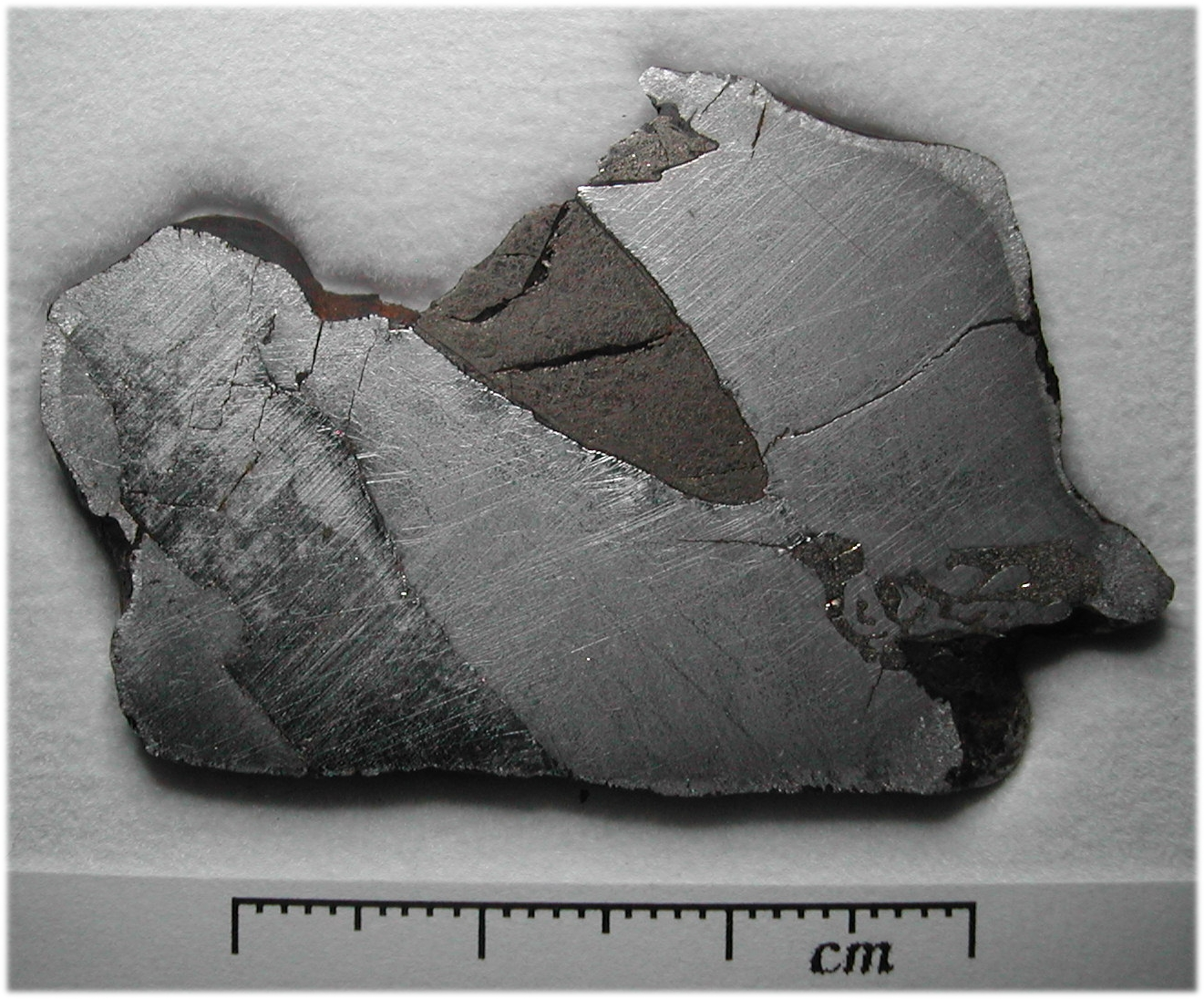
在一顆六面體隕鐵鐵隕石內的諾伊曼線。

諾伊曼線或諾伊曼帶是出現在許多六面體隕鐵的鐵隕石截斷面的錐紋石畸變相形成的細小、平行的線段，然而它們也可能出現在八面體隕鐵的錐紋石畸變相，形成30微米的寬度。可以在拋光且經過酸的蝕刻的隕石截面上看見。這些線條顯示錐紋石晶體曾經受到撞擊而變形，而推測這可能是發生在隕石母體上的事件。
這些線段是約翰·諾伊曼在1847年於布勞瑙隕石，一顆六面體隕鐵的鐵隕石上發現的，因此命名為諾伊曼線。